# 新波克羅夫卡 (伊斯梅爾區)
45°38′5″N 29°4′49″E / 45.63472°N 29.08028°E
新波克羅夫卡（烏克蘭語：Нова Покровка）是位於烏克蘭西南部的村莊，由敖德萨州伊茲梅爾區的貝薩拉布斯凱市鎮負責管轄。該村始建於1812年，面積1.63平方公里，海拔高度15米，2001年人口879，人口密度每平方公里539.26人。